# إنسيناس دي إسغيفا
إنسيناس دي إسغيفا (بالإسبانية: Encinas de Esgueva) هي بلدية تقع في مقاطعة بلد الوليد، قشتالة وليون، إسبانيا. وفقًا لتعداد عام 2004 (المعهد الوطني للإحصائيات)، يبلغ عدد سكان البلدية 340 نسمة.